# Radio Philippines Network

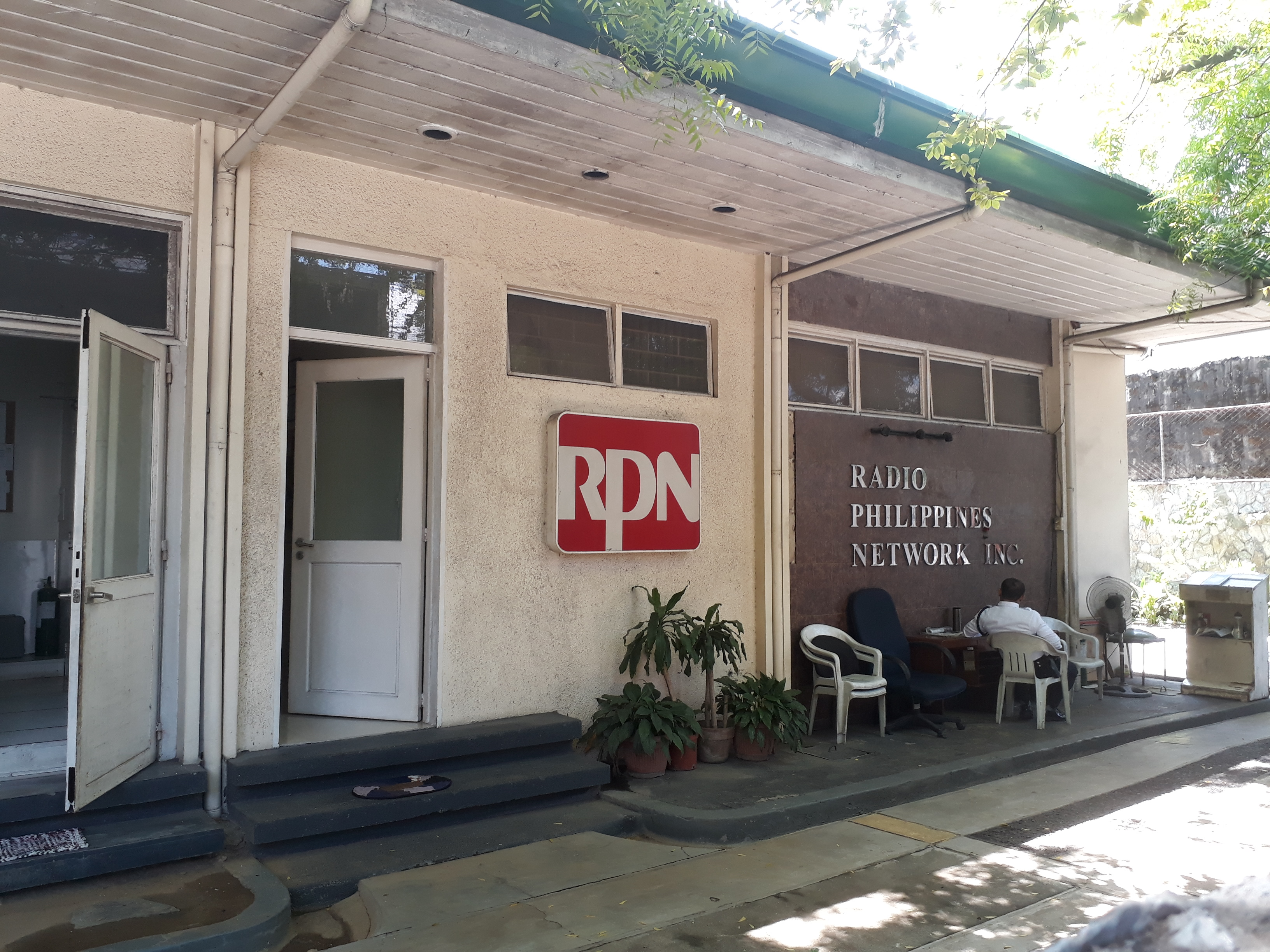
Radio Philippines Network (RPN-9) à Panay Avenue, Quezon City.

Radio Philippines Network, Inc. (RPN) est une société de télévision et de radio philippine basée à Quezon City. Il est actuellement détenu majoritairement par Nine Media Corporation du groupe de sociétés ALC; ainsi que d'autres parties prenantes du Bureau des communications présidentielles (PCO) et de Far East Managers and Investors Inc. (appartenant à la famille de Roberto Benedicto), et secteur privé, Les bureaux principaux et l'émetteur du réseau sont situés sur Panay Avenue également à Quezon City. Fondé par James Lindenberg et avant sa privatisation, c'était la station sœur du gouvernement actuel, détenue et contrôlée Intercontinental Broadcasting Corporation et anciennement une agence rattachée à l'actuel PCO, malgré une participation minoritaire de 20 % dans la propriété. Elle a été fondée le 19 juin 1960,.